# Галактозијалидоза
Галактозијалидоза, такође позната као недостатак неураминидазе са недостатком бета-галактозидазе, је генетска лизозомална болест складиштења. Узрокује га мутација CTSA гена која доводи до недостатка ензима β-галактозидазе и неураминидазе. Овај недостатак инхибира правилно функционисање лизозома ћелија, што доводи до акумулације токсичне материје унутар ћелије. Карактеристични симптоми укључују абнормалну структуру кичме, проблеме са видом, грубе црте лица, оштећење слуха и интелектуалну неспособност. 
Пошто галактозијалидоза укључује лизозоме свих ћелија, може утицати на различите делове тела, укључујући мозак, очи, кости и мишиће. У зависности од старости пацијента на почетку симптома, болест се састоји од три подтипа: рано инфантилно, касно инфантилно и јувенилно/одрасло. Ово стање се сматра ретким, при чему је већина случајева била у групи малолетника/одраслих пацијената.

## Знаци и симптоми
Знаци и симптоми галактозијалидозе се крећу од благе до тешке и могу се разликовати међу пацијентима у зависности од старости појединца када симптоми почињу, као и од специфичног подтипа болести које свака особа има. Појединци којима је дијагностикована рана инфантилна галактозијалидоза имају симптоме који се јављају непосредно пре или после рођења и обично су најтежи. Најчешћи симптоми укључују абнормално накупљање течности, хепатоспленомегалија, увећано срце, абнормални развој костију, болест бубрега која се прогресивно погоршава, грубе црте лица и црвену тачку на задњем делу ока.
Они којима је дијагностикован касни инфантилни подтип имају симптоме који су слични раном инфантилном, осим што се јављају у доби од око 6 месеци и обично су мање озбиљни. Додатни симптоми код овог подтипа могу укључивати проблеме у расту, проблеме са слухом или видом и нападе.
Симптоми подтипа малолетника/одраслих укључују поремећену равнотежу или координацију, тамноцрвене мрље на кожи или ангиокератоме, губитак вида, нападе и трзаје мишића или миоклонус. Симптоми овог подтипа имају тенденцију да буду мање озбиљни од прва два подтипа и обично почињу у адолесценцији, при чему је просечна старост 16 година.

## Узроци

### Молекуларна биологија
Галактозијалидоза је узрокована мутацијом CTSA гена. Овај ген кодира ензим катепсин А, који формира протеински комплекс са неураминидазом-1 и бета-галактозидазом за разградњу масти, шећера и протеина које уносе лизозоми. Катепсин А је неопходан у овом процесу јер унутар комплекса спречава прерано разградњу неураминидазе-1 и бета-галактозидазе, како би оне могле правилно да обављају своје функције. Када је CTSA ген мутиран, структура протеина катепсина А је дефектна, што га чини неспособним да се везује за друге протеине или формира комплексе. Ово доводи до недостатка бета-галактозидазе (GLB1) и неураминидазе-1 (NEU1). Као резултат тога, лизозом није у стању да разгради токсичне супстанце и отпад се накупља унутар ћелије. 

### Генетско наслеђе
Сви појединци са дијагнозом галактозијалидозе наследили су стање на аутозомно рецесиван начин, без обзира на старост или подтип. Сви гени се састоје од две копије, по једну добијену од сваког родитеља. Када је болест рецесивна, то значи да су потребне две мутиране копије гена да би неко наследио особину или поремећај.

## Механизам болести
Галактозијалидоза се јавља када пацијент наследи две копије мутираног CTSA гена. Кодирање мутираног гена доводи до дефектног облика протеина катепсина А. Када је структура катепсина А поремећена услед мутације, он постаје нефункционалан и не може да формира дигестивни комплекс са неураминидазом-1 и бета-галактозидазом. Као резултат, токсични материјали се акумулирају у ћелијама тела због неспособности лизозома да обављају своје функције.

## Дијагноза
Када се посумња на карактеристичне симптоме галактозијалидозе, пацијенти се могу подвргнути специфичном тестирању како би потврдили своју дијагнозу. Једна уобичајена метода укључује ензимске тестове који мере активност неураминидазе-1 и бета-галактозидазе. Смањени нивои ензимске активности указују на недостатак катепсина А. Може се извршити потпуна анализа урина да би се открило присуство олигосахарида, који би пролазили кроз урин како се вишак акумулира у ћелијама због дисфункције лизозома.
Дијагноза се може прецизније потврдити кроз молекуларну генетичку анализу, која се користи за идентификацију мутације у ЦТСА гену. Када се открије мутација, резултати се комбинују са клиничким прегледом и симптомима пацијента како би се у потпуности дијагностиковала галактозијалидоза. Старост пацијента на почетку симптома користи се за одређивање специфичног подтипа болести код пацијента: рани инфантилни пацијенти се дијагностикују између рођења и 3 месеца старости, касни инфантилни пацијенти се дијагностикују између 3-12 месеци старости , а малолетним/одраслим пацијентима се обично дијагностикује у адолесценцији када симптоми почну.
Пренаталну дијагнозу поставили су Клеијер и сар. 1979. мерењем активности бета-галактозидазе и неураминидазе у култивисаним ћелијама амнионске течности.

## Третман
Тренутно не постоји лек за галактозијалидозу. Међутим, постоје доступни третмани који помажу у управљању симптомима и пружају помоћну негу. На пример, план лечења може укључивати лекове за контролу напада или трзаја мишића. Такође је уобичајено да пацијенти успоставе рутинску негу код медицинског генетичара, неуролога и офталмолога у зависности од симптома које доживљавају и учесталости њиховог појављивања.

## Прогноза
Прогноза појединаца са дијагнозом галактозијалидозе варира између пацијената, у зависности од старости и тежине симптома. Стога, не постоји утврђена просечна старост у којој пацијенти умиру или имају повећан ризик од смрти. Не постоји шанса за потпуни опоравак у било ком облику болести.

### Рано инфантилно
Пацијенти којима је дијагностикован рани инфантилни подтип имају теже, претеће симптоме и смањене шансе за преживљавање јер се овај подтип брже развија, међутим примећује се да већина пацијената доживи касно детињство.

### Касно инфантилно
Пошто пацијенти са касним инфантилним подтипом развију симптоме током прве године живота, њихово стање није тако тешко као код раног инфантилног подтипа и шанса за преживљавање је већа, али ће квалитет живота пацијента и даље бити у великој мери погођен због чињенице да је пацијент тако млад када се појаве симптоми. Пацијенту ће и даље бити потребан детаљан план неге за управљање симптомима.

### Малолетни/одрасли
Пацијенти којима је дијагностикован подтип малолетника/одраслих имају мању тежину симптома, али ће морати да лече прогресивну менталну онеспособљеност, деформитете кичме и нападе међу осталим уобичајеним симптомима. Међутим, овај подтип се обично повезује са нормалним животним веком.

## Епидемиологија
Галактозијалидоза се сматра веома ретком болешћу, мада њена преваленција није тачно позната. У литератури је пријављено мање од 150 случајева; у тој популацији, око 60% случајева је било подтип малолетника/одраслих са симптомима који су почели са или после 16 година. Такође је документовано да се већина случајева јавља код људи јапанског порекла.

## Истраживања
Постоји тренутна потреба за будућим истраживањима која воде ка бољем разумевању галактозијалидозе, напретку у дијагнози и ефикаснијем лечењу. Новија истраживања су урађена да би се дефинисале демографске и клиничке карактеристике популације пацијената са галактозијалидозом, са крајњим циљем да се ове информације искористе за студију лечења трансфера гена.
Једна студија укључује истраживање гликопротеиноза које чине неке од најређих лизозомалних болести, укључујући галактозијалидозу, аспартилглукозаминурију, фукозидозу, Шиндлерову болест и сијалидозу између осталих болести. То је лонгитудинална студија на 100 пацијената којима је дијагностикована било која од девет гликопротеиноза. Сврха студије је да боље дефинише колико су болести уобичајене, идентификује клиничке карактеристике које би могле да допринесу раној дијагнози, детаљно прогресију болести, процени потпорне терапије које се тренутно користе и идентификују могуће третмане.

## Спољашњи извори
- Недостатак неураминидазе са недостатком бета-галактозидазе at NIH's Office of Rare Diseases

|  | Молимо Вас, обратите пажњу на важно упозорење у вези са темама из области медицине (здравља). |